# Hydraena adelbertensis
Hydraena adelbertensis (лат.) — вид жуков-водобродок рода Hydraena из подсемейства Hydraeninae. Назван в связи с географическим распространением в горах Адельберта (Adelbert Mountains, провинция Маданг) на высотах от 400 до 790 м.

## Распространение
Встречаются в Папуа — Новой Гвинеи.

## Описание
Водобродки мелкого размера (около 1,5 мм), удлинённой формы. Дорзум буроватый, за исключением светло-коричневой полосы через переднюю 1/4 переднеспинки; ноги коричневые до красно-коричневых; максиллярные щупики светло-коричневые, кончик немного темнее. Среди представителей группы Velvetina, несколько напоминает по габитусу виды H. ibalimi, H. incista и H. copulata; помимо сходства габитуса, у всех четырёх видов лоб слегка вогнут. Hydraena adelbertensis отличается от сравниваемых видов меньшими размерами (около 1,52 против 1,60—1,78 мм); кроме того, он отличается от H. incista более поперечным пронотумом, а от H. copulata — пропорционально более короткими надкрыльями. Hydraena adelbertensis и H. ibalimi — единственные виды группы Velvetina с метавентральными пластинками (они очень мелкие). Hydraena adelbertensis отличается от H. ibalimi волосистым спинным покровом, пропорционально меньшим размером надкрылий и задними голенями самцов разной формы. Эдеагусы этих двух видов также также указывают на родство, но при этом заметно различаются по детальному строению. Взрослые жуки, предположительно, как и близкие виды, растительноядные, личинки плотоядные.

## Таксономия
Вид был впервые описан в 2011 году американским энтомологом Philip Don Perkins (Department of Entomology, Museum of Comparative Zoology, Гарвардский университет, Кембридж, США) по типовым материалам с острова Новая Гвинея. Включён в состав видовой группы Velvetina.